# Volta a Espanha de 1984
A 39ª edição da Vuelta decorreu entre 17 de abril a 6 de Maio de 1984 entre as localidades de Jerez de la Frontera e Madrid. A corrida foi composta por recorrido de 19 etapas, num total de mais de 3593 km, com uma média de 39,869 km/h.

## Equipas participantes
| Equipa    | Chefe de filas       |
| Alfa Lum  | Marino Lejarreta     |
| Del Tongo | Giuseppe Saronni     |
| Dormilón  | Mariano Bayon        |
| GIS - TUC | Roger De Vlaeminck   |
| Hueso     | Jesús Suárez Cuevas  |
| Kelme     | Vicente Belda        |
| Orbea     | Pello Ruiz Cabestany |

| Equipa        | Chefe de filas   |
| Reynolds      | Pedro Delgado    |
| Safir         | Luc Colijn       |
| SKIL - Reydel | Eric Caritoux    |
| Teka          | Raymund Dietzen  |
| Tonissteiner  | Jan Wijnants     |
| Zor           | Faustino Rupérez |

## Etapas
| Etapa   | data        | Etapa                                    | Km        | Vencedor da etapa           | Líder da classificação geral |
| Prólogo | 17 de abril | Jerez de la Frontera                     | 6,6 (CRI) | Francesco Moser Itália      | Francesco Moser Itália       |
| 1ª      | 18 de abril | Jerez-Málaga                             | 272       | Noel Dejonckheere Bélgica   | Francesco Moser Itália       |
| 2ª      | 19 de abril | Málaga-Almería                           | 202       | Guido Van Calster Bélgica   | Francesco Moser Itália       |
| 3ª      | 20 de abril | Mojácar-Elche                            | 204       | Jozef Lieckens Bélgica      | Francesco Moser Itália       |
| 4ª      | 21 de abril | Elche-Valencia                           | 197       | Noel Dejonckheere Bélgica   | Francesco Moser Itália       |
| 5ª      | 22 de abril | Valencia-Salou                           | 245       | Jozef Lieckens Bélgica      | Francesco Moser Itália       |
| 6ª      | 23 de abril | Salou-Sant Quirze del Vallès             | 113       | Michel Pollentier Bélgica   | Francesco Moser Itália       |
| 7ª      | 24 de abril | Sant Quirze del Vallès-Rassos de Peguera | 184       | Eric Caritoux França        | Pedro Delgado Espanha        |
| 8ª      | 25 de abril | Cardona-Zaragoza                         | 269       | Roger De Vlaeminck Bélgica  | Pedro Delgado Espanha        |
| 9ª      | 26 de abril | Zaragoza-Soria                           | 159       | Orlando Maini Itália        | Pedro Delgado Espanha        |
| 10ª     | 27 de abril | Soria-Burgos                             | 148       | Palmiro Masciarelli Itália  | Pedro Delgado Espanha        |
| 11ª     | 28 de abril | Burgos-Santander                         | 182       | Francesco Moser Itália      | Pedro Delgado Espanha        |
| 12ª     | 29 de abril | Santander-Lagos de Covadonga             | 199       | Raymund Dietzen Alemanha    | Eric Caritoux França         |
| 13ª     | 30 de abril | Cangas de Onís-Oviedo                    | 170       | Guido Van Calster Bélgica   | Eric Caritoux França         |
| 14ª     | 1 de Maio   | Lugones-Monte Naranco                    | 12 (CRI)  | Julián Gorospe Espanha      | Eric Caritoux França         |
| 15ª     | 2 de Maio   | Oviedo-León                              | 121       | Antonio Coll Espanha        | Eric Caritoux França         |
| 16ª     | 3 de Maio   | León-Valladolid                          | 138       | Daniel Rossel Bélgica       | Eric Caritoux França         |
| 17ª     | 4 de Maio   | Valladolid-Segovia                       | 258       | José Recio Espanha          | Eric Caritoux França         |
| 18ªa    | 5 de Maio   | Segovia-Torrejón de Ardoz                | 145       | Jesús Suárez Cuevas Espanha | Eric Caritoux França         |
| 18ªb    | 5 de Maio   | Torrejón de Ardoz                        | 33 (CRI)  | Julián Gorospe Espanha      | Eric Caritoux França         |
| 19      | 6 de Maio   | Torrejón de Ardoz-Madrid                 | 139       | Noel Dejonckheere Bélgica   | Eric Caritoux França         |

## Classificações
| \| 1. \| Eric Caritoux \| França \| SKI \| 90h 08' 03s \| \| \| 2. \| Alberto Fernández \| Espanha \| ZOR \| a 6s \| \| \| 3. \| Raymund Dietzen \| Alemanha \| TEK \| a 1' 33s \| \| \| 4. \| Pedro Delgado \| Espanha \| REY \| a 1' 43s \| \| \| 5. \| Edgar Corredor \| Colômbia \| TEK \| a 3' 40s \| \| \| 6. \| Julián Gorospe \| França \| REY \| a 4' 41s \| \| \| 7. \| José Patrocinio Jiménez \| Colômbia \| TEK \| a 7' 10s \| \| \| 8. \| Vicente Belda \| Espanha \| KEL \| a 7' 14s \| \| \| 9. \| José Recio \| Espanha \| KEL \| a 7' 21s \| \| \| 10. \| Francesco Moser \| Itália \| GIS \| a 8' 41s \| \| |                         |          |     |             |  |
| 1. | Eric Caritoux           | França   | SKI | 90h 08' 03s |  |
| 2. | Alberto Fernández       | Espanha  | ZOR | a 6s        |  |
| 3. | Raymund Dietzen         | Alemanha | TEK | a 1' 33s    |  |
| 4. | Pedro Delgado           | Espanha  | REY | a 1' 43s    |  |
| 5. | Edgar Corredor          | Colômbia | TEK | a 3' 40s    |  |
| 6. | Julián Gorospe          | França   | REY | a 4' 41s    |  |
| 7. | José Patrocinio Jiménez | Colômbia | TEK | a 7' 10s    |  |
| 8. | Vicente Belda           | Espanha  | KEL | a 7' 14s    |  |
| 9. | José Recio              | Espanha  | KEL | a 7' 21s    |  |
| 10. | Francesco Moser         | Itália   | GIS | a 8' 41s    |  |

| \| 1. \| Guido Van Calster \| Bélgica \| DEL \| 204 pontos \| \| 2. \| Noel Dejonckheere \| Bélgica \| TEK \| 168 pontos \| \| 3. \| Jozef Lieckens \| Bélgica \| SAF \| 138 pontos \| |                   |         |     |            |
| 1. | Guido Van Calster | Bélgica | DEL | 204 pontos |
| 2. | Noel Dejonckheere | Bélgica | TEK | 168 pontos |
| 3. | Jozef Lieckens    | Bélgica | SAF | 138 pontos |

| \| 1. \| Felipe Yáñez \| Espanha \| ORB \| 81 pontos \| \| 2. \| José Recio \| Espanha \| KEL \| 59 pontos \| \| 3. \| Eric Caritoux \| França \| SKI \| 50 pontos \| |               |         |     |           |
| 1. | Felipe Yáñez  | Espanha | ORB | 81 pontos |
| 2. | José Recio    | Espanha | KEL | 59 pontos |
| 3. | Eric Caritoux | França  | SKI | 50 pontos |

| \| 1. \| Jos Lieckens \| Bélgica \| SAF \| 39 pontos \| |              |         |     |           |
| 1.                                                      | Jos Lieckens | Bélgica | SAF | 39 pontos |

| \| 1. \| Jesús Suárez Cuevas \| Espanha \| HUE \| - \| |                     |         |     |   |
| 1.                                                     | Jesús Suárez Cuevas | Espanha | HUE | - |

| \| 1. \| Edgar Corredor \| Colômbia \| TEK \| 90h 11' 43s \| |                |          |     |             |
| 1.                                                           | Edgar Corredor | Colômbia | TEK | 90h 11' 43s |

| \| 1. \| Teka \| Espanha \| TEK \| 270h 24' 40s \| |      |         |     |              |
| 1.                                                 | Teka | Espanha | TEK | 270h 24' 40s |